# Gonçalo Ramos
Gonçalo Matias Ramos, född 20 juni 2001 i Olhão, är en portugisisk fotbollsspelare som spelar i Paris Saint-Germain och som representerar det portugisiska landslaget. Han är son till den förre fotbollsspelaren Manuel Ramos.

## Karriär
Ramos representerade som junior från 2012 Benfica. Han tog plats i dess B-lag 2019 och året efter i A-laget där han spelade 64 matcher och gjorde 30 mål. 2023 värvades han till Paris Saint-Germain. Han har även representerat det portugisiska landslaget på olika juniornivåer sedan 2017. 2022 debuterade han i A-landslaget, och medverkade i VM i fotboll 2022 och även i EM 2024.